# Linum tenellum
Linum tenellum är en linväxtart som beskrevs av Adelbert von Chamisso och Schlecht.. Linum tenellum ingår i släktet linsläktet, och familjen linväxter. Inga underarter finns listade i Catalogue of Life.